# Jurij Nazarow
Jurij Władimirowicz Nazarow (ros. Юрий Влади́мирович Назаров; ur. 5 maja 1937 w Nowosybirsku) – radziecki i rosyjski aktor filmowy i telewizyjny.

## Życiorys
Jurij Nazarow urodził się w Nowosybirsku. Jego ojciec, Nikołaj Aldomirowicz Nazarow (1906–1971), był etnicznym czeczeńskim podporucznikiem Armii Czerwonej, gdzie służył na froncie wschodnim i w operacji krymskiej w 1944 roku.
W 1989 roku Nazarow został nominowany do Nagrody Nika jako najlepszy aktor w filmie Mała Wiera, w którym zagrał ojca Wiery. Nazarow pojawił się w Kinie Rosyjskim od 1954 roku. Po raz ostatni pojawił się w telewizyjnym miniserialu Apostoł.

## Wybrana filmografia
- 2008: Apostoł jako Diomin
- 1988: Mała Wiera jako ojciec Wiery
- 1985: Uwaga! Do wszystkich posterunków... jako recydywista przygarnięty przez Wiktora
- 1984: Zuchwały napad jako szofer Iwan
- 1977: Oswobodzenie Pragi jako major Kriukow
- 1976: Portret w błękicie jako ojciec Aloszy
- 1975: Zwierciadło jako militarysta
- 1974: Sokołowo jako podporucznik Jaros
- 1969: Wyzwolenie
- 1968: Ballada o komisarzu jako komisarz Fadejcew

i inne